# البوجاق
|  | علم تركمان بايربوجاق |

بايربوجاق هي منطقة ساحلية شمال مدينة اللاذقية تعتبر من أجمل المناطق الطبيعية في سورية على البحر الأبيض المتوسط، ومعروف عن جمال الطبيعة في مناطق الساحل السوري، غالبية سكان منطقة بايربوجاق من التركمان/الأتراك السوريين. جاؤا للمنطقة في أوائل عهد الأمويين أثناء الفتوحات الإسلامية لمناطق توركستان في أسيا الوسطى وذلك بقصد المشاركة في الفتوحات لبلاد التورك، بايربوجاق من أجمل وأروع المناطق السورية والعالمية من حيث الطبيعة، و كرم سكانها التركمان السوريون. وقد سميت هذه التسمية من قبل سكانها الأصليين بسبب تضاريس المنطقة التي تمتد من البحر الأبيض المتوسط بإتجاه جبال وغابات عالية لذا سميت بايربوجاق أي بمعنى (ساحل/جبال) .